# Centro de especialidades de Tarancón
El Centro de Especialidades Médicas de Tarancón es un centro sanitario situado en Tarancón (Cuenca), que presta asistencia sanitaria pública en atención primaria, medicina especializada, y de urgencias. Pertenece al Servicio de Salud de Castilla-La Mancha y posee acreditación docente.

## Características
Es un centro público de atención primaria del Sistema Nacional de Salud perteneciente al Servicio de Salud de Castilla-La Mancha, situado en la zona noroeste de la provincia de Cuenca, en el municipio de Tarancón. Lo constituyen dos edificios unidos entre sí, uno de tres plantas y otro de una única planta. Cuenta con helipuerto, y dos aparcamientos, uno para pacientes y otro para trabajadores. Fue fundado el 30 de enero de 2007.
La población asignada es de aproximadamente 39 960 personas (treinta y nueve mil novecientas sesenta), de los 39 municipios que conforman el Distrito de Salud de Tarancón y, a su vez, la Zona Básica de Salud de Tarancón. Más de 1000 profesionales conforman este centro sanitario; médicos, enfermeros, auxiliares de enfermería, odontólogos, higienistas dentales, fisioterapeutas, técnicos en emergencias sanitarias, técnicos en diagnóstico por imagen, celadores, trabajadores sociales, y personal administrativo.
El Centro de Especialidades Médicas de Tarancón está formado por varias consultas de Atención Primaria, con médicos y enfermeros de medicina familiar, de forma que integra lo que corresponde a un Centro de Salud dentro de sus instalaciones. En cuando a sus especialidades, el edificio posee múltiples consultas externas de medicina especializada, con médicos y enfermeros de diferentes áreas de la medicina especialista. La cartera de especialidades que el centro presta es de 21 especialidades médicas en total, las cuales son: Pediatría, Odontología, Alergología, Anestesiología, Otorrinolaringología, Ginecología, Matrona, Fisioterapia, Enfermería Comunitaria, Salud Mental, Psiquiatría, Oftalmología, Aparato Digestivo, Cardiología, Oncología, Cirugía Oral y Maxilofacial, y Geriatría.
Respecto a la medicina de emergencias, el centro posee profesionales de la medicina de emergencias que trabajan en dos salas de Atención Continuada las cuales prestan servicio las 24 horas los 365 días (conocido comúnmente como Urgencias), una sala de curas, una sala de yesos, sala de emergencias polivalente, sala de oxigenoterapia, y sala de espera. El centro posee, además, una base de UVI móvil, que son las ambulancias medicalizadas de Soporte Vital Avanzado que el SESCAM tiene asignadas a determinados municipios de la comunidad autónoma. Y también es base de una ambulancia de Soporte Vital Básico, y otras ambulancias destinadas al transporte de pacientes hacia o desde sus domicilios. Posee además un helipuerto sanitario conectado directamente con Urgencias, que funciona tanto en condiciones diurnas como nocturnas, los 365 días del año, y fue inaugurado en el año 2020.
En cuanto al diagnóstico por imagen, el bloque de radiología digital está conformado por una sala de rayos X convencional, una sala de Tomografía Computerizada con y sin contraste, y ortopantomógrafo. También posee una sala de ecografía. Los profesionales de este área son, mayoritariamente técnicos de rayos y en diagnóstico por imagen, y personal de enfermería.
El bloque quirúrgico posee dos quirófanos donde se realizan procedimientos de cirugía menor ambulatoria, y pruebas de endoscopia digestiva alta y endoscopia digestiva baja. Además de las salas de esterilización del material quirúrgico.
Además, este centro posee salas del área de rehabilitación para ejercicios de fisioterapia, salas de extracción de sangre para pruebas analíticas. Salas para pruebas de retinografía, audiometrías, fibroscopias e impedanciometrías, prick-test, y electrocardiografías. Así como consultas de odontología y salud bucodental.
El hospital de referencia es el Hospital Virgen de La Luz, situado en la ciudad de Cuenca y el único existente en la provincia.

### Centro docente

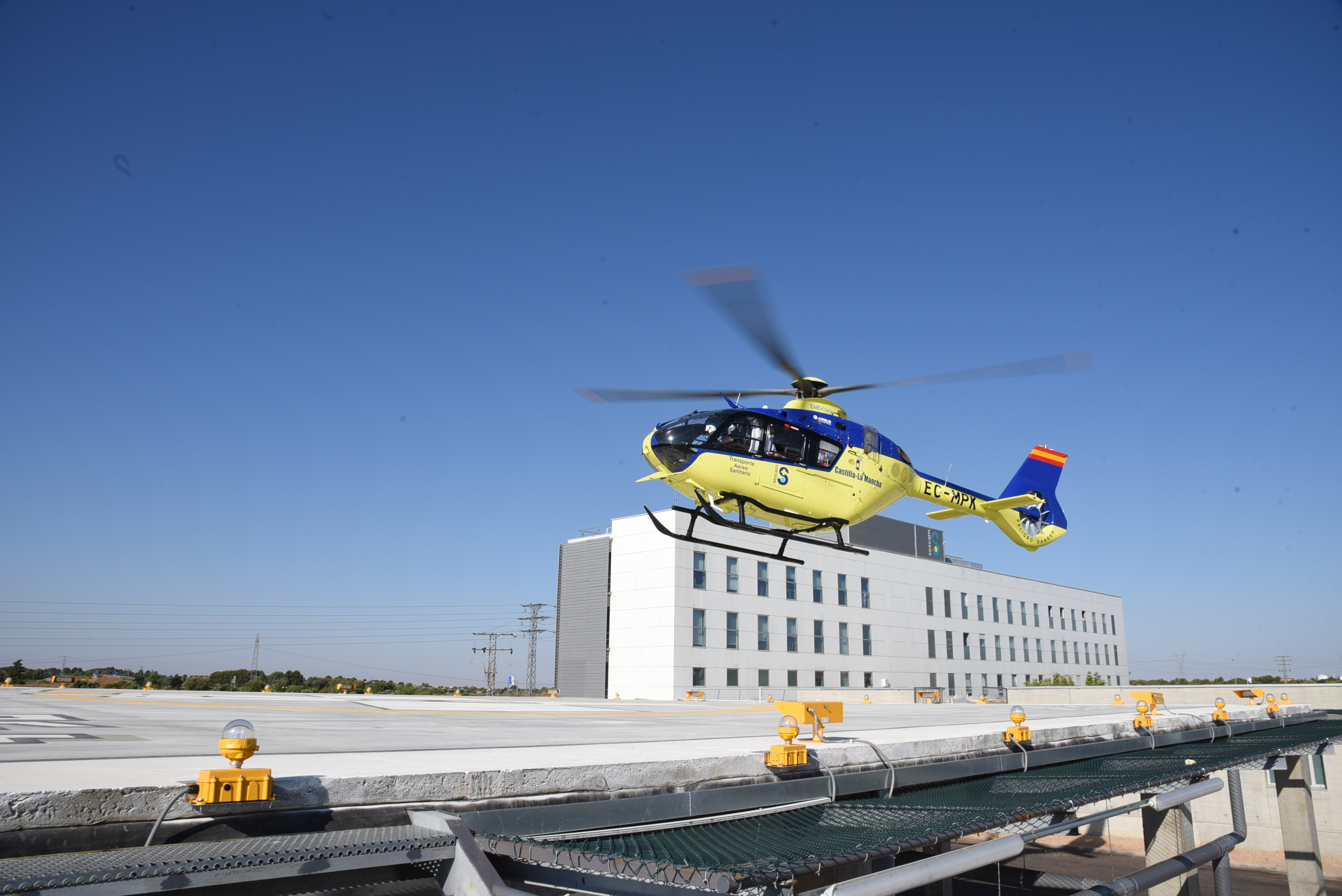
Helicóptero del SESCAM en la helisuperficie del CEDT de Tarancón.

Es un centro docente de prácticas, adscrito a:
- La Unidad Docente del Servicio de Salud de Castilla-La Mancha para impartir formación a personal de Medicina Familiar y Comunitaria.
- La Universidad de Castilla-La Mancha para las prácticas tuteladas de estudiantes de Medicina, y de Enfermería.
- Además, se imparten prácticas a estudiantes del Grado Superior en Imagen para el Diagnóstico y Medicina Nuclear, del Grado Superior en Cuidados Auxiliares en Enfermería, del Grado Superior en Emergencias Sanitarias, y del Grado Superior en Documentación y Administración Sanitaria.

### Investigación y labor social
Los profesionales sanitarios del CEDT de Tarancón participan en diversos proyectos pioneros:
- Una iniciativa surgida a través de pediatría y el Centro de Atención Temprana con pictogramas para mostrar a las personas con TEA trastorno del espectro autista más facilidades a la hora de ser atendidos, se trata de un proyecto de sanidad virtual con pictogramas que muestran mediante secuencias visuales todo el proceso de una consulta, de tal modo que estas personas sepan con claridad cuales son los pasos que se van a seguir a la hora de atenderles. Se trata del primer centro en Castilla-La Mancha que está utilizando este método, para ello los profesionales han seguido unos cursos de formación con anterioridad en los que les han transmitido una serie de herramientas para llevarlo a cabo.[6]
- La Unidad de Salud Bucodental de Tarancón desarrolla actividades de educación para la salud en las residencias de mayores de la localidad y un programa de charlas educativas para la promoción de la salud bucodental entre los niños de seis años de los cuatro colegios de la localidad. El objetivo de estas charlas, que ofrecen el odóntologo y la higienista dental, es concienciar a la población mayor sobre la importancia de la higiene oral mediante el cepillado dental.[7]

### Energía
Desde el Servicio de Salud de Castilla-La Mancha se quiere fomentar la implantación en sus edificios de sistemas propios de generación de energía, que permitan el autoconsumo eléctrico a partir de energías renovables, dentro del plan de mejora de la eficiencia energética de sus centros, por lo que el Centro de Especialidades Médicas de Tarancón contará con energía renovable procedente de paneles fotovoltaicos.

## Localización

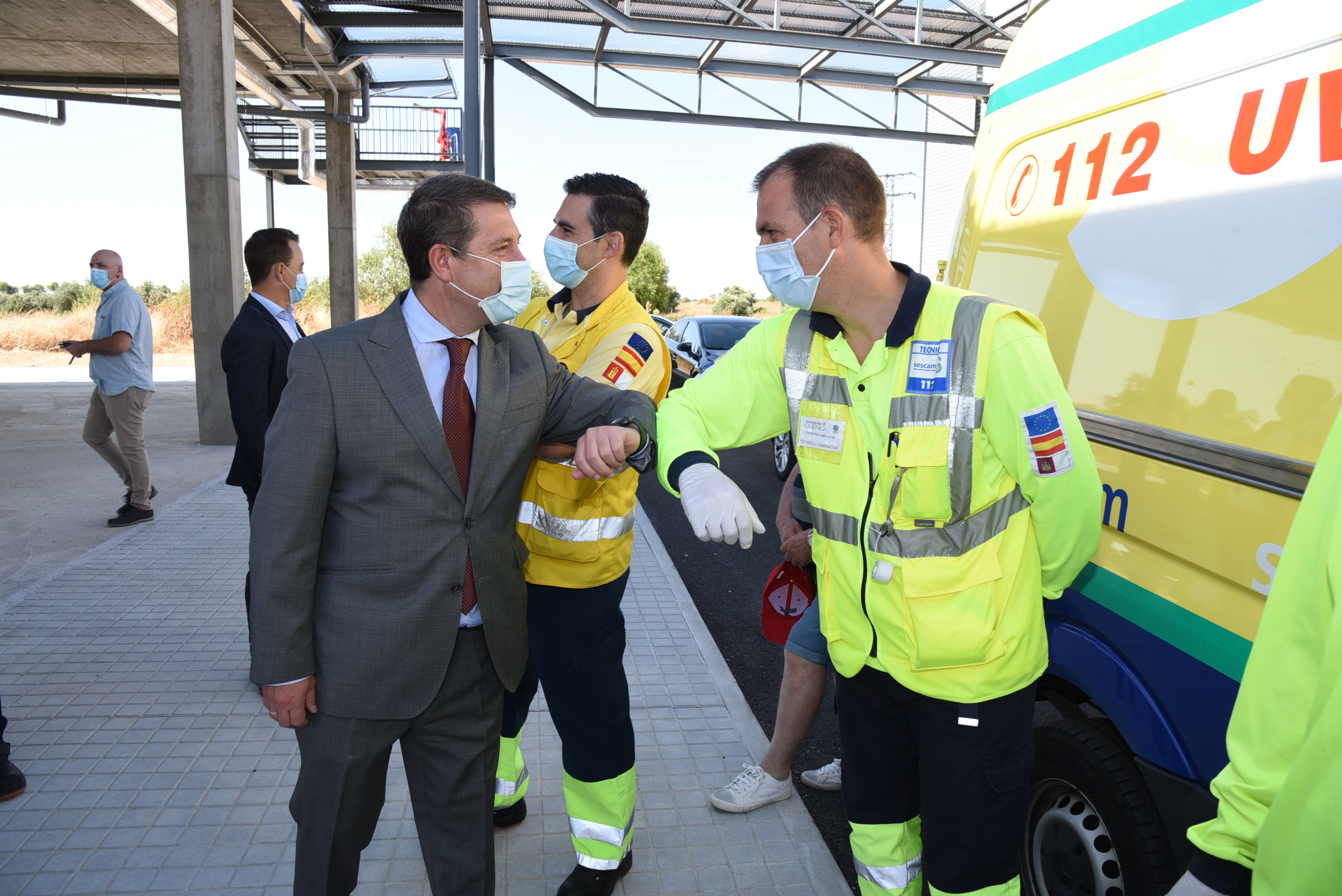
El presidente de Castilla-La Mancha en una visita al CEDT de Tarancón.

Situado en la Calle Corral de Almaguer, s/n, de Tarancón (Cuenca). A 818 metros sobre el nivel del mar.

### Acceso en transporte público
- Desde Tarancón:

- Línea L1 de autobús urbano, parada 21 (línea circular).
- Desde Madrid: línea 352 de Ruiz, desde Atocha y Conde de Casal (Madrid), con destino Estación de Autobuses de Tarancón.
- Desde Madrid: línea VAC-051 de Avanza, desde la Estación Sur de Autobuses de Méndez Álvaro (Madrid), con destino Estación de Autobuses de Tarancón.
- Desde Cuenca: línea VAC-051 de Avanza, desde la Estación de Autobuses de Cuenca (Cuenca), con destino Estación de Autobuses de Tarancón.

### Transporte por carretera

#### Autovías y carreteras
La A-3 o autovía del Este, una de las seis autovías radiales de España y es la unión natural entre Madrid y Valencia. 
La A-40 o autovía de Castilla-La Mancha.
La N-400 que une Tarancón con Ocaña y Toledo.
La CM-200 que atraviesa las localidades de la provincia de Cuenca, y la provincia de Guadalajara.